# 梶光夫
梶 光夫（かじ みつお、本名：梶 芳道、1944年9月9日 - ）は、1960年代の日本の歌手、現在は日本を代表する金細工師・宝飾デザイナーとして国際的にも知られ、また米国宝石学会（G.I.A GG）の資格を取得し、宝石鑑定家でもある。

## 経歴
大阪府大阪市出身。1944年、大阪で時計・宝石・貴金属を扱う宝石商「スイス時計店」の長男として生まれる。
1963年12月、コロムビアレコードより「黒髪」で歌手デビュー、翌1964年には、3作目の「青春の城下町」が大ヒット。テレビを中心に映画にも多数出演する。
父親は長男に家業を継いでほしいという思いから芸能界入りを反対していたが、デビュー時に父親と交わした“芸能生活は5年間”という約束を守り、1970年には歌手を引退した。
家業を継いで金細工師、宝飾デザイナー、宝石鑑定士として活動しているが、2000年代より、本業に支障のない範囲に限定して歌手活動を再開し、時折ステージに立ち、歌を披露している。

### 歌手として
遠藤実の門下に入り、1963年12月に日本コロムビアより「黒髪」にてデビュー。舟木一夫の後輩として華々しくデビューし、3作目となる「青春の城下町」が大ヒット。TVドラマでは江田島海軍兵学校の青年将校の物語・菊田一夫作「若いいのち」の主人公を好演、大ブレイクした。その後も「可愛いあの娘」「わが愛を星に祈りて」「アキとマキ」など数々のヒット曲を出した。1965年には高田美和とのデュエット曲「わが愛を星に祈りて」のヒットは、ふたりで歌う青春純愛路線の作品のきっかけとなり、次々と注目を集めていった。月間のテレビ出演は40本を越え、多くのグラビアを飾るスターとなった。テレビを中心に映画にも出演した。
2010年10月26日、「NHK歌謡コンサート」（NHK総合）に生出演し、「青春の城下町」を歌唱。その際に共演した千昌夫が「梶さんに憧れていました」とコメントした。
2011年8月13日、「第43回思い出のメロディー」（NHK総合）に生出演し、高田と「わが愛を星に祈りて」を歌唱。
2013年、45年ぶりとなる新曲「ひとつぶの愛」を吹き込み（2013年01月23日発売）、創作活動30周年記念展にて発表。
2014年12月6日、「NHK歌謡コンサート」（NHK総合）「遠藤実・不滅の名曲集」に生出演し、「青春の城下町」を歌唱。
2015年5月12日、「NHKプレミアムカフェ宝石 神秘と魅惑の小宇宙 『モダン・ジュエリーの巨人たち パリ＆ニューヨーク”メゾン”物語』」（NHK BSプレミアム） 梶 光夫 ゲスト出演。
2015年5月13日、「NHKプレミアムカフェ宝石 神秘と魅惑の小宇宙 『遥（はる）かなる宝石の旅 ”ジェム・ストーン”の世界』」（NHK BSプレミアム） 梶 光夫 ゲスト出演。
2015年5月14日、「NHKプレミアムカフェニューヨークウエーブ 『トレンドはビック！ジュエリー最前線』 恋する雑貨『オーストラリアの天然石アクセサリー』 恋する雑貨『メキシコのシルバーアクセサリー』」（NHK BSプレミアム） 梶 光夫 ゲスト出演。2016年12月31日、「第49回年忘れにっぽんの歌」（テレビ東京）に生出演し、「青春の城下町」を歌唱。
2017年12月31日、「第50回年忘れにっぽんの歌」（テレビ東京）に生出演し、「青春の城下町」を歌唱。

### ジュエリーアーティストとして
日本を代表するジュエリーアーティストとして幅広く活躍。古典と現代の融合「クラシック＆モダン」をテーマとしてエマーユ（エナメル七宝）ジュエリーを発表し、日本の宝飾界に独自の世界を確立し評価を得る。その後、我が国で最上級クラスの宝飾品を目指した「ザ・ベストコレクション」、世界の名作映画をテーマにした、「名作映画ジュエリー」、ユネスコ協力のもと、壮大な構想で取り組んだ「世界遺産ジュエリー」など、他の追随を許さない圧倒的なスケールの作品群を発表。ポリシーは、100年後にも残る価値あるジュエリーを生み出すことすなわち”未来のアンティークを目指す”が、梶 光夫の創作の原点である。G.I.A.（米国宝石学会）グラジュエート・ジェモロジスト（G.G.）の称号を取得。宝石鑑定家、またエマーユコレクターの第一人者であり、アンティークの蒐集・研究家としても知られている。
著書に、「梶 光夫の宝石教室」（大和書房刊 1982）、「梶 光夫 ジュエリーの世界」（世界文化社刊 2003）、「エマーユ：美しき貴婦人たち」（里文出版刊 2018） など。
第1回インターナショナルパールデザインコンテストにてグランプリと銀賞をダブル受賞。
1972年 アメリカG.I.A.（米国宝石学会）に留学。宝石学のジュエリーデザインについて学び、国際的な宝石学資格G.G.（グラジュエイトジェモロジスト）の称号を取得。1975年 G.I.A.での留学を終え帰国し、ダイヤモンド鑑定機関「日本ダイヤモンド鑑定所」を設立。宝石鑑定家として活動。1983年 クラシック＆モダンをテーマにした「エマーユジュエリー」を発表し、ジュエリーデザイナーとして本格的に活動を開始。
1986年 揺れ動くジュエリー「トレンブランジュエリー」（特許取得）を発表。1990年 時計蒐集家として、オールドウォッチコレクション展を開催。1993年 創作活動10周年記念イベント「アンティーク＆モダン展」を開催。1994年 イギリス大使館の依頼で「アンティークカメオ100選展」を開催。アンティークジュエリー蒐集家として評価される。
1998年 創作活動15周年イベント「アールヌーヴォーの女神たち」を開催。個性派ジュエリー「インプレッシブジュエリー」発表。
1999年 ミレニアム企画として20世紀最大の文化遺産”映画”テーマとした「名作映画ジュエリー」を発表。「ローマの休日」や「風と共に去りぬ」などをイメージした数々の作品を製作。
2002年 世界に通用する本格派の宝飾品「ザ・ベストコレクション」を発表。最高品質をもつ22.78ctの”ザ・グレートアショカダイヤモンド”が業界で話題となる。
2003年 創作活動20周年記念作品「世界遺産ジュエリー」を発表。日本ユネスコ協会の協力のもと世界遺産をジュエリーにした作品を創作。そのシンボリックオブジェとして452個のダイヤモンドと2kgのプラチナを使用した「モン・サン・ミシェル」を製作。2007年 メメント・モリをテーマとしたロングセラー作品「スカルジュエリー」を発表。
2008年 創作活動25周年として自身が所有する世界的名車ロールス・ロイス・レイス（1939年製）を飾るカーマスコットオブジェ「Dea del Cosmo-宇宙の女神-」を発表。各マスコミから注目を浴びる。2013年 創作活動30周年記念展にて45年ぶりの新曲「ひとつぶの愛」を発表。それを記念して”愛”をテーマとした作品群を発表する。
2015年 世界クルーズ旅行で思い出に残った風景をジュエリーにした新作を製作。2017年 メンズジュエリー作品に意欲的に取り組む。世界の名車をテーマとした作品、またワインをテーマとした「ワイン＆グラス」など発表。2018年に迎える、創作活動35周年記念に向かって更なる高みを目指し、意欲的に創作活動に取り組んでいる。

## ディスコグラフィ

### シングル
- 一部を除き日本コロムビアからリリース[注釈 1]。

| #  | 発売日         | 曲順 | タイトル                      | 作詞       | 作曲             | 編曲       | 規格品番   |
| -- | -------------- | ---- | ----------------------------- | ---------- | ---------------- | ---------- | ---------- |
| 1  | 1963年 12月    | A面  | 黒髪                          | 西沢爽     | 狛林正一         | 狛林正一   | SAS-174    |
| 1  | 1963年 12月    | B面  | あゝ純愛                      | 三浦康照   | 小杉仁三         | 小杉仁三   | SAS-174    |
| 2  | 1964年 3月     | A面  | 夕陽に叫ぼう                  | 西沢爽     | 遠藤実           | 遠藤実     | SAS-210    |
| 2  | 1964年 3月     | B面  | 花散る金閣寺                  | 西沢爽     | 遠藤実           | 遠藤実     | SAS-210    |
| 3  | 1964年 6月     | A面  | 青春の城下町                  | 西沢爽     | 遠藤実           | 遠藤実     | SAS-256    |
| 3  | 1964年 6月     | B面  | 赤い草の実                    | 西沢爽     | 遠藤実           | 遠藤実     | SAS-256    |
| 4  | 1964年 8月     | A面  | 涙のむこうに明日がある        | 西沢爽     | 土田啓四郎       | 土田啓四郎 | SAS-301    |
| 4  | 1964年 8月     | B面  | つばさの若人                  | 西沢爽     | 遠藤実           | 安藤実親   | SAS-301    |
| 5  | 1964年 9月     | A面  | 夢のやまなみハイウェー        | 飯田清     | 狛林正一         | 松尾健司   | SAS-332    |
| 6  | 1964年 9月     | A面  | 幼なじみ                      | 毛利忠義   | 遠藤実           | 遠藤実     | SAS-350    |
| 6  | 1964年 9月     | B面  | 星になった妹よ                | 大矢弘子   | 土田啓四郎       | 土田啓四郎 | SAS-350    |
| 7  | 1964年 10月    | A面  | 逢いたいな                    | 西沢爽     | 土田啓四郎       | 土田啓四郎 | SAS-341    |
| 7  | 1964年 10月    | B面  | 野菊の君                      | 西沢爽     | 遠藤実           | 土田啓四郎 | SAS-341    |
| 8  | 1964年 10月    | A面  | 湖城の歌                      | 奥野椰子夫 | 遠藤実           | 遠藤実     | SAS-375    |
| 9  | 1965年 1月     | A面  | 涙なんかほしくない            | 吉田雅至   | 遠藤実           | 遠藤実     | SAS-433    |
| 9  | 1965年 1月     | B面  | 霧の別れ                      | 西沢爽     | 狛林正一         | 佐伯亮     | SAS-433    |
| 10 | 1965年 3月     | A面  | 可愛いあの娘                  | 西沢爽     | インドネシア民謡 | 遠藤実     | SAS-469    |
| 10 | 1965年 3月     | B面  | 青春讃歌                      | 西沢爽     | 遠藤実           | 遠藤実     | SAS-469    |
| 11 | 1965年 5月     | A面  | 青春ひとり旅                  | 西沢爽     | 遠藤実           | 遠藤実     | SAS-484    |
| 11 | 1965年 5月     | B面  | 東京の若い星                  | 関沢新一   | 狛林正一         | 佐伯亮     | SAS-484    |
| 12 | 1965年 5月     | A面  | 俺はやるんだこの街で          | 瀬戸誠     | 和田香苗         | 塩瀬重雄   | SAS-494    |
| 13 | 1965年 6月     | A面  | 若いいのち                    | 菊田一夫   | 古関裕而         | 古関裕而   | SAS-534    |
| 13 | 1965年 6月     | B面  | 大空にひとり                  | 菊田一夫   | 遠藤実           | 遠藤実     | SAS-534    |
| 14 | 1965年 8月     | A面  | 恋がしたくて                  | 大矢弘子   | 土田啓四郎       | 土田啓四郎 | SAS-546    |
| 14 | 1965年 8月     | B面  | 兄いもうと                    | 大矢弘子   | 土田啓四郎       | 土田啓四郎 | SAS-546    |
| 15 | 1965年 10月    | A面  | 走っておいで                  | 岩谷時子   | いずみたく       | いずみたく | SAS-590    |
| 15 | 1965年 10月    | B面  | ふたりなら                    | 大矢弘子   | 谷大輔           | 塩瀬重雄   | SAS-590    |
| 16 | 1966年 1月     | A面  | あの娘の面影                  | 水島哲     | 土田啓四郎       | 土田啓四郎 | SAS-634    |
| 16 | 1966年 1月     | B面  | 君を恋して                    | 西沢爽     | 土田啓四郎       | 土田啓四郎 | SAS-634    |
| 17 | 1966年 4月     | A面  | 青い山脈                      | 西條八十   | 服部良一         | 土田啓四郎 | SAS-689    |
| 18 | 1966年 5月     | A面  | 伊豆の踊り子                  | 館入志保子 | 狛林正一         | 土田啓四郎 | SAS-700    |
| 18 | 1966年 5月     | B面  | ぼくの心が燃えたのは          | 西沢爽     | 狛林正一         | 土田啓四郎 | SAS-700    |
| 19 | 1966年 6月     | A面  | こころの瞳                    | 岩谷時子   | いずみたく       | いずみたく | SAS-733    |
| 19 | 1966年 6月     | B面  | 啄木のふるさと                | 北寿       | 土田啓四郎       | 土田啓四郎 | SAS-733    |
| 20 | 1966年 6月     | A面  | 世界の友よ 札幌で逢いましょう | 鳥井実     | 和田香苗         | 和田香苗   | SAS-734    |
| 21 | 1966年 7月     | A面  | 愛の手紙                      | 木下忠司   | 木下忠司         | 木下忠司   | SAS-760    |
| 21 | 1966年 7月     | B面  | 愛の手紙は幾歳月              | 西沢爽     | 山本丈晴         | 佐伯亮     | SAS-760    |
| 22 | 1967年 1月     | A面  | 嫁ぎゆくひと                  | 岩谷時子   | 左哲矢           | 森岡賢一郎 | SAS-831    |
| 22 | 1967年 1月     | B面  | 幸せを あなたにあげたい       | 白鳥朝詠   | 山本丈晴         | 森岡賢一郎 | SAS-831    |
| 23 | 1967年 3月     | A面  | あの人のロック                | 岩谷時子   | 左哲矢           | 森岡賢一郎 | SAS-860    |
| 23 | 1967年 3月     | B面  | あの道もこの道も              | 大田範子   | 土田啓四郎       | 土田啓四郎 | SAS-860    |
| 24 | 1967年 6月     | A面  | 星空のささやき                | 田口規志子 | くるみ敏弘       | くるみ敏弘 | SAS-901    |
| 24 | 1967年 6月     | B面  | ふりそで                      | 三浦康照   | 狛林正一         | 大西修     | SAS-901    |
| 25 | 1967年 9月     | A面  | 竹馬の友                      | 三鷹淳     | 三鷹淳           | 河村利夫   | SAS-954    |
| 25 | 1967年 9月     | B面  | 星降る湖                      | 丘灯至夫   | 市川昭介         | 河村利夫   | SAS-954    |
| 26 | 1967年 11月    | A面  | 白い雲のはてに                | 三浦康照   | 河村利夫         | 河村利夫   | SAS-986    |
| 26 | 1967年 11月    | B面  | 寒い風くん                    | 三浦康照   | 河村利夫         | 河村利夫   | SAS-986    |
| 27 | 1968年 5月     | A面  | 太陽をつかもう                | 白鳥朝詠   | いずみたく       | いずみたく | P-17       |
| 27 | 1968年 5月     | B面  | サン・サン・サン              | 白鳥朝詠   | いずみたく       | いずみたく | P-17       |
| 28 | 1968年 9月     | A面  | 雨の大阪                      | 森川ツヤ子 | 左哲矢           | 小谷充     | SAS-1160   |
| 28 | 1968年 9月     | B面  | 愛の潮騒                      | 依田仁美   | 左哲矢           | 小谷充     | SAS-1160   |
| 29 | 1969年 3月     | A面  | さよならお嫁さん              | 丘灯至夫   | 現英生           | 只野通泰   | SAS-1245   |
| 29 | 1969年 3月     | B面  | うしろすがた                  | 丘灯至夫   | 現英生           | 只野通泰   | SAS-1245   |
| 30 | 1969年 8月     | A面  | さよならなんていわないで      | 大石邦子   | 市川昭介         | 市川昭介   | SAS-1327   |
| 31 | 1972年 9月     | A面  | 復活                          | 吉田旺     | 中村泰士         | 高田弘     | JRT-1247   |
| 31 | 1972年 9月     | B面  | 紅い涙                        | 吉田旺     | 中村泰士         | ボブ佐久間 | JRT-1247   |
| 32 | 2013年 1月23日 | 01   | ひとつぶの愛                  | 梶光夫     | 梶光夫           | 若草恵     | TKCA-90522 |
| 32 | 2013年 1月23日 | 02   | やさしいダイヤモンド          | 喜多條忠   | 合田道人         | 若草恵     | TKCA-90522 |
| 32 | 2013年 1月23日 | 03   | 青春の城下町 [新録音]         | 西沢爽     | 遠藤実           | 高田弘     | TKCA-90522 |

#### デュエット・シングル
| 発売日      | デュエット | 曲順 | タイトル                    | 作詞       | 作曲       | 編曲       | 規格品番 |
| ----------- | ---------- | ---- | --------------------------- | ---------- | ---------- | ---------- | -------- |
| 1964年 10月 | 広瀬みさ   | A面  | いつも二人で歩く街          | 石本美由起 | 狛林正一   | 只野通泰   | SAS-376  |
| 1965年 9月  | 高田美和   | A面  | わが愛を星に祈りて          | 岩谷時子   | 土田啓四郎 | 土田啓四郎 | SAS-585  |
| 1965年 9月  | -          | B面  | いつだっけ (歌：梶光夫)     | 岩谷時子   | 土田啓四郎 | 土田啓四郎 | SAS-585  |
| 1966年 2月  | 高田美和   | A面  | アキとマキ                  | 平岩弓枝   | 山本丈晴   | 伊藤祐春   | SAS-647  |
| 1966年 2月  | -          | B面  | 空と海と白い船 (歌：梶光夫) | 平岩弓枝   | 山本丈晴   | 伊藤祐春   | SAS-647  |
| 1966年 7月  | 高田美和   | A面  | ハイご安全!                 | 野村俊夫   | 山本丈晴   | 佐伯亮     | SAS-747  |
| 1966年 9月  | 高田美和   | A面  | 野菊の墓                    | 岩谷時子   | 土田啓四郎 | 土田啓四郎 | SAS-772  |

#### 企画シングル
| 発売日         | 名義                                | 曲順 | タイトル               | 作詞     | 作曲     | 編曲     | 規格品番 |
| -------------- | ----------------------------------- | ---- | ---------------------- | -------- | -------- | -------- | -------- |
| 1964年 6月20日 | 畠山みどり 梶光夫 円山鈴子 大下八郎 | A面  | オリンピック日の丸音頭 | 鈴木義夫 | 古関裕而 | 松尾健司 | SAS-288  |

### アルバム
| 発売日         | タイトル                            | 規格   | 規格品番      |
| -------------- | ----------------------------------- | ------ | ------------- |
| 1964年9月      | 梶光夫の花のステージ                | LP     | ALS-4053      |
| 1966年3月      | 二人の花のステージ                  | LP     | ALS-4153      |
| 1990年11月21日 | 青春歌謡メモリアル 梶光夫・高田美和 | CD     | COCA-6907     |
| 1994年9月21日  | 青春の城下町                        | CD     | COCA-11964    |
| 2011年2月10日  | 青春スター 梶光夫・安達明・有田弘二 | CD-BOX | GES-32061〜67 |
| 2011年3月23日  | ゴールデン☆ベスト                   | CD     | COCP-36673    |

### タイアップ曲
| 年     | 楽曲         | タイアップ                      |
| ------ | ------------ | ------------------------------- |
| 1965年 | 可愛いあの娘 | 映画『可愛いあの娘』主題歌      |
| 1965年 | 若いいのち   | NTV系ドラマ『若いいのち』主題歌 |
| 1966年 | 青い山脈     | NTV系ドラマ『青い山脈』主題歌   |
| 1966年 | 愛の手紙     | 映画『愛の手紙は幾歳月』主題歌  |

## 出演

### 映画
- 可愛いあの娘（1965年、東映）
- われら劣等生（1965年、松竹）
- 太陽に突っ走れ（1966年、東映）
- 愛の手紙は幾年月（1966年、大映）
- わが愛を星に祈りて（1966年、大映）

### テレビドラマ
- てなもんや三度笠（1962年～1968年、朝日放送）[7]
- 漫才太平記（1964年～1965年、NHK(大阪放送局)）
- 巳年春浪花酔醒（1965年、NHK）
- 若いいのち（1965年、宝塚映画製作所、読売テレビ）
- 青い山脈 「夏雲に誓う」（1966年、日本テレビ）
- かあさん握手だ（1966年、日本テレビ）
- 発車、オーライ！（1967年、関西テレビ）